# Борецький Роман
Борецький Роман (псевдо: «Ірко», «Ромко»; 1928, смт. Великий Любінь, Львівська область — 4 листопада 1948, в лісі біля смт. Великий Любінь) – референт СБ Городоцького районного проводу ОУН, Лицар Срібного хреста бойової заслуги УПА 2 класу.

## Життєпис
Освіта – 7 класів народної школи. За фахом – рільник. Референт СБ Городоцького районного проводу ОУН (?-1948), співробітник референтури СБ Городоцького надрайонного проводу ОУН (1948-4.11.1948). 
Вістун УПА. 
Загинув у бою з військами МДБ разом із керівником Львівського крайового проводу ОУН Зиновієм Тершаковцем – «Федором» та іншими побратимами. Тіло загиблого облавниками забране до Львова. Місце поховання не відоме.

## Нагороди
Згідно з Наказом Головного військового штабу УПА ч. 3/49 від 15 жовтня 1949 р. співробітник референтури СБ Городоцького надрайонного проводу ОУН Роман Борецький – «Ірко» відзначений Срібним хрестом бойової заслуги УПА 2 класу.